# Austrocarabodes cellularis
Austrocarabodes cellularis är en kvalsterart som först beskrevs av Balogh 1962.  Austrocarabodes cellularis ingår i släktet Austrocarabodes och familjen Carabodidae. Inga underarter finns listade.